# Čeondoismus

Vlajka čeondoismu

Čeondoismus nebo čchondoismus (korejsky 천도교, čchondogjo) je korejské náboženství založené v 19. století. Toto náboženství přejalo mnoho prvků z buddhismu, taoismu, konfuciánství i křesťanství. Celý tento náboženský systém je postaven na hnutí Tonghak, které založil Čchö Če-u.
Čeondoismus se vyskytuje výhradně v Koreji a počet jeho stoupenců je odhadován na 1,3 milionů.